# Dieter Appelt
Dieter Appelt (* 3. März 1935 in Niemegk) ist ein deutscher Fotograf, Maler, Bildhauer, Video-, Aktions- und Objektkünstler.

## Leben und Werk
Appelt studierte zunächst von 1954 bis 1958 Musik und Gesang an der Staatlichen Hochschule für Musik – Mendelssohn-Akademie in Leipzig und wechselte später an die Ost-Berliner Deutsche Hochschule für Musik. Während des Studiums widmete er sich der Kompositionslehre von Arnold Schönberg, Anton Webern, Alban Berg und Leoš Janáček. 1959 siedelte er nach West-Berlin über und studierte bis 1964 Fotografie und Experimentelle Fotografie an der Hochschule der Künste bei Heinz Hajek-Halke.
Sein Gesangsstudium schloss er 1961 mit Diplom ab und trat von da an regelmäßig als Sänger im Chor der Deutschen Oper Berlin auf. In den Folgejahren arbeitete er parallel als Fotograf, Maler und Bildhauer. Eine Gastspielreise mit dem Ensemble der Oper führte ihn 1970 nach Japan, wo er an der Aufführung von Schönbergs Oper Moses und Aron mitwirkte. Insgesamt blieb Appelt vier Monate in Japan und besuchte neben Tokio auch Osaka, Kyōto und Nara. 1974 hatte er seine erste Kunstausstellung in der Deutschen Oper Berlin, der er bis 1979 als Sänger angehörte. Erst seit dieser Zeit widmete er sich ausschließlich den bildenden Künsten.
Bei einem Aufenthalt auf der norditalienischen Insel Monte Isola entstanden 1976 erste Fotografien, in denen sich Appelt mit dem eigenen Körper befasste. Hierzu hatte er Gliedmaßen und den Kopf mit Gips und Lehm beschmiert und mit Mullbinden umwickelt. Fortan konzentrierte er sich auf fotografische Arbeiten, die er nur in schwarz-weiß mit einer Plattenkamera herstellt. In den späten 1970er und frühen 1980er Jahren stand bei seinen Aktionen und Inszenierungen vor der Kamera meist sein bekleideter oder nackter Körper im Mittelpunkt der Bilder, wobei er sich wiederholt mit den Themen Selbstreflexion, Geburt und Tod befasste. Beispiele seiner Arbeiten dieser Jahre sind Fotografien, für die er Strukturen aus Ästen baute und sich selbst innerhalb dieser Konstruktion für die Fotografie positionierte.
Verschiedene Arbeitsreisen führten ihn 1981 nach Frankreich, Italien und Mexiko. Weitere Italienaufenthalte folgten zwischen 1983 und 1987 sowie in den 1990er Jahren, als er zudem die Vereinigten Staaten und Kanada besuchte. 1982 wurde er als Professor für Film, Video und Fotografie an die Hochschule der Künste Berlin berufen. Ab 1996 leitete er als Prodekan den Fachbereich Bildende Kunst und wurde später Vizepräsident der Hochschule. Ab Mitte der 1980er Jahre wandte sich Appelt neuen Techniken zu und seine Arbeiten weisen seit dieser Zeit einen deutlich abstrakteren Charakter auf. Beispielsweise nahm er horizontal rotierende Objekte wiederholt mit demselben Film auf, sodass ein fiktiv-skulpturales Objekt auf dem Foto erschien. Von 1988 bis 1990 kuratierte er für den Neuen Berliner Kunstverein die Ausstellung Zwischen Schwarz und Weiß.
Außerhalb Berlins wurde Appelt bundesweit erst durch seinen internationalen Erfolg bekannt. 1990 erhielt er erstmals eine Einladung zur Biennale in Venedig. Das Art Institute of Chicago widmete ihm 1994 eine große Retrospektive, die anschließend auch in Québec, New York, New Orleans und Berlin zu sehen war. Zur Biennale in Venedig wurde er 1999 erneut eingeladen, wobei er neben Fotografien auch Installationen und eine Videoarbeit zeigte.
Dieter Appelt lebt und arbeitet in Berlin. Er ist Mitglied der Akademie der Künste Berlin, der Karl-Hofer-Gesellschaft und war zeitweilig deren Vorstandsvorsitzender. Zudem gehörte er der Expertenkommission des Museums für Fotografie in Berlin an.
Werke von Dieter Appelt finden sich unter anderen in der Berlinischen Galerie, der Nationalgalerie (Berlin), in The Walther Collection in Neu-Ulm, im  Sinclair-Haus in Bad Homburg vor der Höhe und im Saarlandmuseum in Saarbrücken. Im Ausland zeigen beispielsweise die Harvard Art Museums in Cambridge (Massachusetts), das Museum of Modern Art in New York, das Victoria and Albert Museum in London, das Museu d’Art Contemporani de Barcelona, das Musée National d’Art Moderne in Paris, das Musée d’Art Moderne et Contemporain de Strasbourg, das Musée de l’Elysée in Lausanne und das Stedelijk Museum voor Actuele Kunst in Gent seine Arbeiten.
Dieter Appelt war Mitglied im Deutschen Künstlerbund.

## Einzelausstellungen (Auswahl)
- 1994: Art Institute of Chicago, Chicago
- 1995: Musée national des beaux-arts du Québec, Québec
- 1995: Contemporary Arts Center, New Orleans
- 1995: Guggenheim Museum Soho, New York
- 1996: Kulturforum Berlin, Berlin
- 1999: Akademie der Künste, Berlin
- 2000: Stedelijk Museum voor Actuele Kunst, Gent
- 2000: Saarlandmuseum, Saarbrücken
- 2005: Canadian Centre for Architecture, Montreal

## Auszeichnungen
- 1999: David-Octavius-Hill-Medaille der Fotografischen Gesellschaft Deutscher Lichtbildner / Kunstpreis der Stadt Leinfelden-Echterdingen
- 2005: Knight Purchase Prize for Photographic Media des Akron Art Museum
- 2025: Gerhard-Altenbourg-Preis des Lindenau-Museums Altenburg